# Định Nan quân

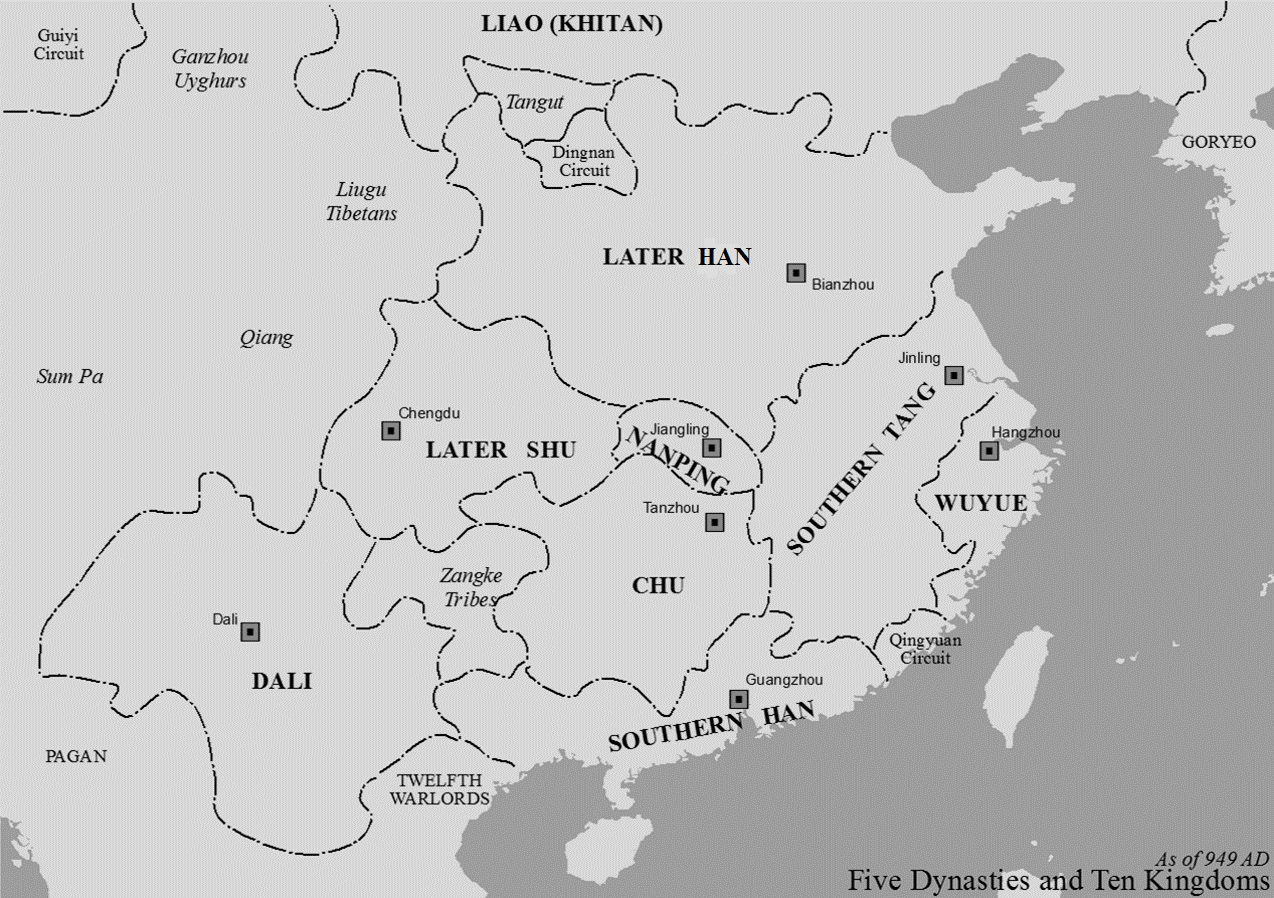
Bản đồ Ngũ đại Thập quốc khoảng năm 949. Đĩnh Nan tiết độ xứ (Dingnan jiedushi) nằm ở phía bắc Hậu Hán (Later Han)

Định Nan quân, còn gọi là Hạ Tuy quân, là một phiên trấn quan trọng thời Ngũ đại Thập quốc từ năm 881 đến năm 1038, khi Lý Nguyên Hạo thành lập nước Tây Hạ.
Định Nan quân do một tiết độ sứ đứng đầu, được lập ra năm 787 thời nhà Đường tại khu vực tây bắc Trung Quốc. Phiên trấn này nguyên thuộc Sóc Phương quân tiết độ sứ có từ năm 721, bao gồm Thiền vu đại đô hộ phủ, Hạ Châu, Diêm Châu, Tuy Châu, Ngân Châu, Phong Châu, Thắng Châu và 2 quân Định Viễn, Phong An. Năm 787, nhà Đường lập Hạ Châu tiết độ quan sát xử gồm Tuy Châu và Diêm Châu, sau này bãi bỏ Diêm Châu. Năm 814, Hạ Châu tiết độ quản thêm Hựu Châu. Năm 833 giao cho Ngân Châu thứ sử cai quản Ngân Xuyên Giám mục sứ. Năm 838, Hạ Châu tiết độ quản thêm thái tạo cung quân, Ngân Xuyên Giám mục sứ. Năm 856 Hạ Châu tiết độ sứ quản thêm Phủ bình Đảng Hạng đẳng sứ.
Năm 881, dưới triều đại của Đường Hy Tông, quân nổi dậy Hoàng Sào công chiếm kinh sư Trường An, thủ lĩnh của người Đảng Hạng là Thác Bạt Tư Cung, là một thứ sử của một châu trong Hạ Châu tiết độ xứ đã hợp binh lính dưới quyền để chống lại Hoàng Sào. Không lâu sau, Đường Hy Tông chính thức bổ nhiệm Thác Bạt Tư Cung làm tiết độ sứ và đổi tên quân thành Định Nan. Sau khi Hoàng Sào bị tiêu diệt, ông kiêm chức Thái tử thái phó, được phong tước Hạ quốc công, được ban họ Lý của hoàng tộc Đường, cải tên thành Lý Tư Cung. Kể từ đó, gia tộc Lý của người Đảng Hạng đã cát cứ tại đây, khởi đầu cho tiền thân của nhà nước Tây Hạ do Lý Nguyên Hạo thành lập năm 1038.

## Niên biểu tiết độ sứ trước thời kỳ Định Nan quân
- Hàn Đàm (787-798)
- Hàn Toàn Nghĩa (798-805)
- Dương Huệ Lâm (805-806)
- Lý Diễn (806-810)
- Trương Hú (810-813)
- Điền Tiến (816-824)
- Lý Hữu (824-826)
- Phó Lương Bật (826-828)
- Lý Hoàn (828-?)
- Mễ Kị (846-851)
- Lý Phúc (851-?)
- Gia Cát Sảng (880-881)

## Niên biểu tiết độ xứ Định Nan quân cho đến khi thành lập Tây Hạ
- Lý Tư Cung (881-895)
- Lý Tư Gián (895-908)
- Lý Nhân Hữu (908)
- Lý Di Xương (908-909)
- Lý Nhân Phúc (909-933)
- Lý Di Siêu (933-935)
- Lý Di Ân (935-967)
- Lý Quang Duệ (967-978)
- Lý Kế Quân (978-980)
- Lý Kế Phủng (980-982)
- Lý Kế Thiên (982-1004)
- Lý Đức Minh (1004-1032)
- Lý Nguyên Hạo (1032-1038)

## Khu vực quản lý
- Hạ Châu (nay là phía bắc huyện Tĩnh Biên, tỉnh Thiểm Tây), thủ phủ, từ năm 787.
- Hựu Châu (nay là Ngạc Thác Khắc kì, khu tự trị Nội Mông Cổ) từ năm 814.
- Ngân Châu (nay là Du Lâm, Thiểm Tây) từ năm 838.
- Tuy Châu (nay là Tuy Đức, Thiểm Tây) từ năm 787.
- Tĩnh Châu (nay là Mễ Chi Thiểm Tây)